# Tenuiala nuda
Tenuiala nuda är en kvalsterart som beskrevs av Ewing 1913. Tenuiala nuda ingår i släktet Tenuiala och familjen Tenuialidae. Inga underarter finns listade i Catalogue of Life.